# Rondonacara hoehnei
Rondonacara hoehnei ist eine südamerikanische Buntbarschart, die bisher nur aus einem Nebenfluss des Rio Araguaia im brasilianischen Cerrado bekannt ist. Sie ist die einzige Art der Gattung Rondonacara.

## Merkmale
Rondonacara hoehnei wird 5,5 bis 7,2 cm lang und hat den typischen ovalen und seitlich abgeflachten Körper cichlasomatiner Buntbarsche. Die Körperhöhe liegt bei 41,9 bis 46,1 % der Standardlänge. Die Fische sind hellbraun mit einer dunkleren Rücken- und einer helleren Bauchseite. Ein gebogener dunkler Längsstreifen zieht sich parallel zum Rückenprofil vom Hinterrand des Kiemendeckels bis zur Schwanzflossenbasis. Außerdem zeigt Rondonacara hoehnei sieben Querstreifen auf den Körperseiten. Von allen anderen Gattungen der Cichlasomatini unterscheidet sich Rondonacara u. a. durch Querstreifen an den Ansätzen der Rückenflossenstrahlen, eine einreihige Beschuppung vor der Rückenflosse, ein unbeschupptes Präoperculum und einen Fleck auf der Mitte der Schwanzflossenbasis der nicht als Augenfleck ausgebildet ist. Als typischer cichlasomatiner Buntbarsch hat er nur vier Poren auf dem Unterkieferknochen (fünf in anderen Triben der Buntbarsche mit Ausnahme der Heroini) und nur drei Hartstrahlen in der Afterflosse (mehr bei den Heroini).
Rondonacara hoehnei bildet eine Elternfamilie und beide Eltern kümmern sich um Gelege und Jungfische.

## Systematik
Rondonacara hoehnei wurde 1918 durch den Ichthyologen Alípio de Miranda-Ribeiro unter der wissenschaftlichen Bezeichnung Nannacara hoehnei beschrieben und dem brasilianischen Botaniker Frederico Carlos Hoehne benannt, später jedoch der Gattung Aequidens zugeordnet. Nach phylogenetischen Untersuchungen steht die Art in einem Schwestergruppenverhältnis zur Gattung Laetacara und wurde deshalb 2015 aus Aequidens ausgegliedert und einer eigenen, monotypischen Gattung zugeordnet. Die Gattung wurde zu Ehren von Cândido Rondon, dem Leiter der Roosevelt-Rondon Scientific Expedition benannt. Im Verlauf der Roosevelt-Rondon Scientific Expedition sind die Typusexemplare der Art gefangen worden.

## Gefährdung
Aufgrund des kleinen Verbreitungsgebietes und der dort weit fortgeschrittenen Zerstörung der natürlichen Umwelt könnte Rondonacara hoehnei vom Aussterben bedroht sein.